# Bonanza (canción)
"Bonanza" es el tema musical de la serie de televisión occidental de NBC Bonanza protagonizada por Lorne Greene. Fue escrito para la serie por Jay Livingston y Raymond Evans. 
En 1961, se convirtió en un éxito para Al Caiola y su orquesta, cuya grabación instrumental ( United Artists 302, respaldada por "Bounty Hunter") alcanzó el puesto 19 en el Billboard Hot 100.
Johnny Cash grabó una versión propia, con letra reescrita por él y su amigo Johnny Western,   y la lanzó como sencillo en Columbia Records (Columbia 4-42512, "Bonanza!" Con "Pick a Bale o ' Algodón "en el lado opuesto) en julio o agosto de 1962. La revista Billboard evaluó que el sencillo tenía un "potencial de ventas moderado",  pero "Bonanza" solo superó el Hot 100 y se perdió por completo la lista de países de Billboard,  mientras que "Pick a Bale o 'Cotton" tampoco lo hizo.

## Fondo
En lugar de lanzar otro sencillo del álbum  [  The Sound of Johnny Cash  (1962)], Columbia eligió publicar "Bonanza", el tema del exitoso programa de televisión, con letra reescrita por Cash y Johnny Western. La canción tocó brevemente la lista Pop en el # 94 antes de caer, y no llegó a las listas Country en absoluto. La cara B fue otra adaptación de Leadbelly, "Pick a Bale o 'Cotton", que tampoco atrajo mucha atención.

En 1963, Cash dio otra puñalada al tema de la televisión occidental al coescribir y grabar "Bonanza". En esta ocasión, él y su amigo Johnny Western escribieron su propia letra sobre el tema musical, compuesta por Jay Livingston y Ray Evans, para la serie de televisión Bonanza. La versión de Cash nunca se usó en la serie de televisión sobre la familia Cartwright, protagonizada por Lorne Greene, Pernell Roberts, Dan Blocker y Michael Landon. Pero lo lanzó y lo incluyó en el álbum Ring of Fire. Curiosamente, Cash grabaría una versión a dúo de "The Shifting, Whispering Sands" con Lorne Greene.

## Lista de canciones
Versión de Johnny Cash
| 7" single (Columbia 42512, 1962) |                         |          |  |
| N.º                              | Título                  | Duración |  |
| 1.                               | «Pick a Bale o' Cotton» | 1:56     |  |
| 2.                               | «Bonanza!»              | 2:24     |  |

## Gráficos
Al Caiola y su orquesta
| Gráfico (1961)                    | Peakposition |
| --------------------------------- | ------------ |
| Cartelera de EE. UU. Caliente 100 | 19           |

Versión de Johnny Cash
| Gráfico (1962)                                     | Peakposition |
| -------------------------------------------------- | ------------ |
| País de Caja de Dinero efectivo de EE. UU. Singles | 24           |
| Estados Unidos (Billboard Hot 100)                 | 94           |